# المطهر (كتاب)
المطهر (بالإيطالية: Purgatorio) هو الجزء الثاني من الكوميديا الإلهية، العمل الشعري الملحمي الذي ألّفه الشاعر الإيطالي دانتي أليغييري في أوائل القرن الرابع عشر، ويأتي بعد الجحيم وقبل الفردوس. يسرد هذا الجزء رحلة دانتي عبر جبل المطهر، ويرمز في مضمونه إلى الحياة المسيحية التائبة والتطهّر الروحي من الخطايا.

## الحبكة والمضمون الرمزي
تدور أحداث المطهر على جبلٍ يُعتقد أنه يقع في نصف الكرة الجنوبي، ويتكون من سبع مصاطب، كل واحدة منها مخصصة لنوع معين من الخطايا السبع المميتة. يصعد دانتي الجبل برفقة الشاعر الروماني فرجيل، الذي يرمز إلى العقل البشري، حتى الجزء الأخير من الرحلة حيث تحلّ بياتريتشي، رمزه الإيماني، مكانه في الإرشاد.
ترمز المصاطب السبع إلى تطهّر النفس من:
- الكبرياء
- الحسد
- الغضب
- الكسل
- الجشع
- الشراهة
- الشهوة

يعكس دانتي في هذا الجزء فهمًا عميقًا لطبيعة الخطايا البشرية، ويعرض أمثلة حية عن الفضائل والرذائل، متأملًا في الأخلاق، والعدالة، والسياسة، والدين.

## المفهوم اللاهوتي
يرتكز المطهر على تصور مسيحي يقول إن جميع الخطايا تنبع من الحب، ولكن يُعاد تصنيف هذا الحب إلى:
- حب منحرف يؤدي إلى الإيذاء (مثل الكراهية أو الغضب)
- حب ناقص يتمثل في الكسل أو اللامبالاة
- حب مفرط للمتع الدنيوية (مثل الشهوة والجشع)

يُعالج التطهر في كل مصطبة عبر المعاناة الروحية، وترديد المزامير، ورؤية أمثلة معاكسة للخطايا، في مزيج من الرمزية والطقوس.

## الشخصيات
- فرجيل: مرشد دانتي في معظم الرحلة، ويمثل العقل الإنساني والفلسفة.
- بياتريتشي: تظهر في الأناشيد الأخيرة لتقود دانتي نحو الفردوس، وتمثل الحب الإلهي والإيمان.
- كاسيللا، سورديلو، ستاتيوس: من بين الشخصيات التاريخية والشعرية الذين يظهرون في مسارات المطهر، وتساعد قصصهم في توضيح الرسائل الرمزية.

## التركيب الشعري
كُتب المطهر، مثل باقي أجزاء الكوميديا الإلهية، بأسلوب "التيرزا ريما" (Terza Rima)، وهي مقاطع ثلاثية الأبيات تتبع نظام القافية: ABA BCB CDC… وتُستخدم اللغة الإيطالية العامية الفلورنسية التي ساهم دانتي في إعلائها إلى لغة أدبية رفيعة.

## الأثر الثقافي
يُعتبر المطهر من أعظم النصوص الأدبية في التراث المسيحي الغربي، وقد أثّر على العديد من المفكرين والكتّاب، ويُدرس اليوم في سياق الأدب، واللاهوت، والفلسفة السياسية. ويُعد أيضًا المصدر الرئيسي لتصور المطهر في المخيلة الشعبية الغربية.